# 詹姆斯·富兰克林·柯林斯
詹姆斯·富兰克林·柯林斯（1939年6月4日—）是美国前驻俄大使。他是俄罗斯专家，现任国务院外交事务专员。

## 传记
柯林斯于1961年毕业于哈佛大学，获得历史学硕士学位，并于1964年获俄罗斯和东欧研究所颁发的历史和证书硕士学位。 
他于一九六五至一九六六年在莫斯科国立大学修读历史系交换生的档案研究，并于一九六六年在大英博物馆进行印第安纳大学研究。
1967年，他成为美国海军学院的教授，在那里他教授俄罗斯和欧洲历史，美国政府和经济学。
1969年加入外交部之后，1969年至1971年，他在伊兹密尔的总领事馆工作。1973年至1975年，他被任命为美国驻莫斯科大使馆二等秘书，1982年至1984年在约旦安曼的美国大使馆担任政治顾问。
在华盛顿的国务院担任欧洲和拉丁美洲副执行秘书；国务院业务中心主任；欧洲和加拿大事务局、近东和南亚事务局以及情报和研究局的政策职位。在1987年至1988年期间，他担任国家安全委员会的工作人员，担任情报政策主任。
他于1990年被派往莫斯科担任特派团副团长，并以此身份与三位大使——杰克·F·马特洛克、罗伯特·S·施特劳斯和托马斯·皮克林。1991年夏天，当马特洛克退休时，柯林斯成了临时代理大使，在导致苏联解体的八一九事件中担任了代理大使。当戈尔巴乔夫总统签署正式结束苏联存在的法令时，他也是同样的临时代理大使。1993年回到华盛顿之后，他担任高级协调员和大使以及新独立国家国务秘书的特别顾问，后来于1997年被比尔·克林顿总统任命为驻俄大使。
作为1997年到2001年的大使，柯林斯的任期在俄罗斯与美国关系发展的关键时刻发挥了作用。除了克林顿总统和叶利钦总统之间的几次峰会，以及2000年元旦叶利钦总统向弗拉基米尔·普京的权力交接。 在1998年俄罗斯违约和1998-1999年科索沃危机之后，他担任大使期间恰逢当地经济崩溃。
在外交部工作之后，他一直活跃于非盈利领域，并在Akin Gump Strauss Hauer & Feld律师事务所担任高级顾问。
他娶了Naomi博士，他们有两个儿子，罗伯特和乔纳森。

## 荣誉学位
- 印第安纳大学
- 马里兰大学大学学院
- 俄罗斯科学院
- 尼兹尼诺夫哥罗德州立语言学大学
- 莫斯科国立大学（荣誉教授）

## 奖项
- 国务卿杰出服务奖
- 国务院杰出荣誉奖
- 国务卿职业成就奖
- 国防部杰出公共服务奖章
- 美国国家航空航天局杰出服务奖章

## 非营利董事会成员
- 美国俄罗斯商业委员会
- 美国外交学院
- 开放世界领导中心
- 美国国际教育委员会
- CRDF Global
- 莫斯科外国文学图书馆。